# 코미야 아리사
코미야 아리사(일본어: 小宮 有紗 こみや ありさ[*], 1994년 2월 5일 ~ )는 일본의 배우, 성우.

## TV 드라마
- 특명전대 고버스터즈
- 가면라이더 고스트
- 우주전대 큐레인저
- 가면라이더 제로원

## 영화
- 고멘나사이
- 해적전대 고카이저 vs. 우주형사 갸반 THE MOVIE
- 극장판 가면라이더 vs 파워레인저 슈퍼히어로 대전
- 특명전대 고버스터즈 vs. 해적전대 고카이저 THE MOVIE
- 수전전대 쿄류저 vs. 고버스터즈 공룡대결전 안녕히 영원한 친구여
- 식물도감

## 연극
- 로보틱스;노츠

## 오리지널 DVD
- 극장판 가면라이더 vs 파워레인저 슈퍼히어로 대전
- 특명전대 고버스터즈

## 애니메이션
- 러브 라이브! 선샤인!!
- 우주전함 야마토 2202: 사랑의 전사들
- 여름을 향한 터널, 이별의 출구 - 카와사키 코하루
- 괴인 개발부의 쿠로이츠 씨

## 더빙
- 페이머스 인 러브